# Prezentizmus (időfilozófia)
A prezentizmus szubjektív idealista filozófiai irányzat, tagadja a történettudomány objektivitását, azt a jelenlegi történések és vágyak múltba vetítésének tartja. Ezen elmélet szerint csak a jelen valódi. Bármely esemény vagy entitás, ami a múltban volt, vagy a jövőben lesz, nem létezik.

## Tartalma
A  jelen az időben nem behatárolható fogalom, mert nem tudunk a kezdetéről és a végről beszélni. Emiatt  a prezentista gondolatmenetben az idő értelmét veszti és valótlanná válik, az emberi észlelés melléktermékévé. A prezentizmusnak ellentmondó elképzelés az angolul growing block universe-nek nevezett teória, amely azt állítja, hogy a múlt és a jelen létezik, de a jövő nem (valójában ez a hagyományos időszemlélet), valamint az eternalizmus, amely szerint az idő minden pillanata valódi, függetlenül attól, hogy az emberi percepció azt a múltba, jelenbe vagy a jövőbe helyezi.

## Képviselői
Hippói Szent Ágoston volt az egyik első gondolkodó, aki felvetette, hogy a múlt és a jövő, meg az idő múlása az emberi elme szüleménye, ezért szubjektív és a belső öntudat határozza meg. A múlt már nincs, a jövő még nincs és a jelen pedig egy pont, ahol a jövő a jelenbe fordul. Ebből Ágoston azt a következtetést vonta le, hogy az időt nem illeti meg a lét fogalma. A jelent a penge élének nevezi, amely a múlt és a jövő között van és nem határozható meg időintervallumként. Ha időbeni kiterjedése lenne, akkor már részekre bomlana és elveszítené a szimultán jellegét, ami a legfőbb meghatározója a jelennek. Szent Ágoston a Vallomások című műben kifejtette, hogy  azért tudunk az idő létezéséről, mert az ember képes elraktározni az őt érő benyomásokat. Ezek előhívása megteremti az idő három dimenzióját:
1. Az emlékezés megteremti a múltat
2. A várakozás létrehozza a jövőt
3. A jelen viszont nem más mint gondolatmentes szemlélődés, mert az elme csak az általa létrehozott időben képes működni

Ágoston elképzelése nem áll messze a buddhista filozófiától, amely kimondja, hogy minden illúzió, amit az elme hoz létre, és a valóság az elme nélküli állapotokban érhető el. Ennek egyik módszere jelenre való összpontosítás, ami által megszűnik az elme működése, ezt nevezik jelenlétnek.
Erre a gondolatmenetre épül a kortárs spirituális és prezentista gondolkodó Eckhart Tolle A most hatalma című műve. Ebben kifejti, hogy az ember személyes problémái onnan adódnak, hogy nem a jelenben él. Vagy a múlton rágódik, vagy a jövőtől fél, ami fölösleges, mert már vagy még egyik sem létezik. Azt a következtetést vonja le, hogy a jelenre összpontosítva megszabadulhatunk az elménk által kreált és valósnak vélt problémáinktól.
John McTaggart is azt állította, hogy az időpercepciónk egy illúzió. Azzal érvel, hogy semmi sem lehet egyszerre a múltban, a jelenben és a jövőben, vagyis nem létezhet egy dinamikus idősor. A dinamikus idősor az alapját képezi az idő folyásának, mert ez maga a változás, változás nélkül pedig nincs idő. Tehát ha nincs dinamikus idősor, akkor idő sincsen. Ha nincsen idő, akkor a létezés nem más mint egy hatalmas most, ahol minden egyszerre jelen van.